# Katarina Luketić
Katarina Luketić (Zagabria, 28 settembre 1998) è una pallavolista croata, opposto dell'HAOK Mladost.

## Carriera

### Club
La carriera di Katarina Luketić inizia nella stagione 2013-14 nell'HAOK Mladost, in 1.A Liga, con cui vince la Coppa di Croazia 2014 e lo scudetto 2013-14.
Nella stagione 2015-16 si accasa alla seconda squadra del Le Cannet, militante il Nationale 2 francese, per poi ritornare, a metà annata, all'HAOK Mladost, conquistando due scudetti e la Coppa di Croazia 2017-18. Partecipa alla NCAA Division I 2018 con la squadra universitaria statunitense della Texas, prima di rientrare in patria, sempre al club di Zagabria, per terminare la stagione 2018-19, vincendo la Coppa di Croazia e il campionato.
Nella stagione 2019-20 viene ingaggiata dal Montale, in Serie A2, mentre nell'annata successiva resta in Italia, vestendo però la maglia del Bergamo, in Serie A1; nel mese di ottobre, tuttavia, subisce la lesione completa del tendine sopraspinoso della spalla destra che la costringe ad un'operazione chirugurica e ad un conseguente lungo periodo di stop che le fanno interrompere anzitempo la stagione.
Torna in attività per il campionato seguente, ancora una volta con la maglia dell'HAOK Mladost, concludendo però la stagione senza alcuna presenza ufficiale.

### Nazionale
Nel 2015 fa parte della nazionale Under-18 croata, nel 2016 è sia in quella Under-19 che in quella Under-23, mentre nel 2017 è in quella Under-20.
Ottiene le prime convocazioni nella nazionale maggiore nel 2016, con cui vince, nel 2019, la medaglia d'argento all'European Golden League.

## Palmarès

### Club
- Campionato croato: 4

2013-14, 2015-16, 2017-18, 2018-19
- Coppa di Croazia: 3

2014, 2017-18, 2018-19

### Nazionale (competizioni minori)
- European Golden League 2019